# Breszti terület
A Breszti terület (belarusz nyelven Брэсцкая вобласць, oroszul Брестская область) Fehéroroszország délkeleti részén elterülő régió, fővárosa Breszt. Nyugatról Lengyelország, délről Ukrajna Volinyi és Rivnei területe, keletről a Homeli, északkeletről a Minszki, északról pedig a Hrodnai terület határolja.

## Közigazgatás
A Breszti terület 16 járásra és 3 járási jogú városra (Breszt, Baranovicsi, Pinszk) oszlik. 2005. január 1-jén 20 városa és 9 városi települése volt, a 2178 falusi települést 225 községi tanács igazgatta. 
| A Breszti terület járásai | - 1. Breszti járás (Брестский район) - 2. Baranavicsi járás (Барановичский район) - 3. Bjarozai járás (Берёзовский район) - 4. Hancavicsi járás (Ганцевичский район) - 5. Drahicsini járás (Дрогичинский район) - 6. Zsabinkai járás (Жабинковский район) - 7. Ivanavai járás (Ивановский район) - 8. Ivacevicsi járás (Ивацевичский район) - 9. Kamjanyeci járás (Каменецкий район) - 10. Kobrini járás (Кобринский район) - 11. Lonyinyeci járás (Лунинецкий район) - 12. Ljahavicsi járás (Ляховичский район) - 13. Malaritai járás (Малоритский район) - 14. Pinszki járás (Пинский район) - 15. Pruzsani járás (Пружанский район) - 16. Sztolini járás (Столинский район) |

### Legnagyobb városok
Zárójelben a 2006-os becsült népesség 
- Breszt (303,3 ezer)
- Baranavicsi (169,1 ezer)
- Pinszk (131,1 ezer)
- Kobrin (50,7 ezer)
- Bjaroza (29,6 ezer)
- Lonyinyec (23,6 ezer)
- Pruzsani (18,5 ezer)
- Hancevicsi (14,1 ezer)
- Ivanava (13,6 ezer)

## Városok és városi jellegű települések
(Zárójelben a hivatalos orosz nyelvű elnevezés)

### Városok listája
- Baranavicsi (Baranovicsi)
- Belaazjorszk (Beloozerszk)
- Bjaroza (Berjoza)
- Breszt
- David-Haradok (David-Gorodok)
- Drahicsin (Dragicsin)
- Hancavicsi (Gancevicsi)
- Ivacevicsi
- Ivanava (Ivanovo)
- Kamjanyec (Kamenyec)
- Kobrin
- Koszava (Kosszovo)
- Ljahavicsi (Ljahovicsi)
- Lunyinyec
- Malarita (Malorita)
- Pinszk
- Pruzsani
- Sztolin
- Viszokaje (Viszokoje)
- Zsabinka

### Városi jellegű települések listája
- Antopal (Antopol)
- Celjahani (Tyelehani)
- Damacsava (Domacsevo)
- Haradziscsa (Gorogyiscse)
- Lahisin (Logisin)
- Mikasevicsi
- Recsica
- Ruzsani
- Sarasova (Seresjovo)